# Proterospastis tripolitella
Proterospastis tripolitella är en fjärilsart som beskrevs av Hans Rebel 1909. Proterospastis tripolitella ingår i släktet Proterospastis och familjen äkta malar.
Artens utbredningsområde är Libya. Inga underarter finns listade i Catalogue of Life.